# CODAD

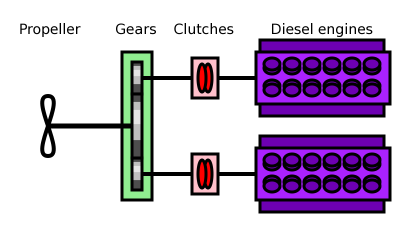
CODAD의 개념도

CODAD（COmbined Diesel And Diesel）이란, 동종 또는 이종의 디젤 엔진을 조합한 추진방식이다. 주로 함선에서 사용된다.
보통은 출력축 하나 당 순항용 엔진과 고속용 엔진이 1개씩 탑재된다.
순항시에는 순항용 엔진을 운전하며, 고속이 필요할 때에는 고속용 엔진도 병용하는 추진방식이므로, 고속항행시에는 양 쪽의 엔진이 동시에 사용된다.
다만 기본적으로 디젤 엔진은 저속에 적합한 기관이므로, 고속용 엔진으로서는 엔진 이외의 방식의 기관을 채용하는 경우가 많다. CODAD방식은 그 의미에서 다른 방식에 비해 결점이 있다. 반면, 여러 방식의 기관을 병용하기에는 회전 특성의 문제가 있기 때문에, 그 점에서는 같은 방식의 기관을 병용하는 CODAD에 메리트가 있다.

## 같이 보기
- 디젤 엔진